# Indochinese struikleeuwerik
De Indochinese struikleeuwerik (Plocealauda erythrocephala, synoniem Mirafra erythrocephala) is een zangvogel uit de familie Alaudidae (leeuweriken).

## Verspreiding en leefgebied
Deze soort komt voor in Zuidoost-Azië, met name in zuidelijk Myanmar, Thailand, Cambodja, Laos en zuidelijk Vietnam.

## Status
De grootte van de populatie is niet gekwantificeerd maar de soort wordt omschreven als wijdverspreid en plaatselijk algemeen. Op de Rode lijst van de IUCN heeft deze soort de status niet bedreigd.